# Hypercompe andromela
Hypercompe andromela là một loài bướm đêm thuộc phân họ Arctiinae, họ Erebidae.